# Calvin L. Stevens
Calvin Lee Stevens (* 3. November 1923 in Edwardsville; † 26. November 2014 in Ann Arbor) war ein US-amerikanischer Chemiker (Organische Chemie).

## Leben und Werk
Stevens studierte an der University of Illinois mit dem Bachelor-Abschluss 1944 und wurde 1947 an der University of Wisconsin in Organischer Chemie bei Samuel M. McElvain promoviert („Substituted ketene acetals and related orthoesters“). Als Post-Doktorand war er 1947/48 als DuPont Fellow am Massachusetts Institute of Technology. 1948 wurde er Assistant Professor und 1954 Professor für Organische Chemie an der Wayne State University.  Er war zeitweise Vorstand der chemischen Fakultät, Vizepräsident der Universität für Forschung und Interim Provost.
1962 synthetisierte er erstmals Ketamin, das als Anästhetikum und als Medikament gegen Depressionen verwendet wird. Mit Arthur B. Ash gründete er daraufhin eine Pharmafirma (Ash Stevens Inc.) in Michigan. 
Er war mit Jennie Stevens verheiratet und hatte mit ihr eine Tochter und drei Söhne.

## Auszeichnungen
1955/56 war er als Guggenheim Fellow an der Sorbonne und nochmals 1964/65 und 1971/72 als Fulbright Fellow. 1959/60 war er wissenschaftlicher Verbindungsoffizier des Office of Naval Research in London. Er war mehrfach Gastprofessor an der Universität Paris VI. 1982 wurde  er Ehrendoktor der Universität Nancy.

## Schriften
- mit Allinger, de Jongh, Johnson, Lebel, Michael P. Cava: Organische Chemie, 1. Auflage, Walter de Gruyter, Berlin 1980, ISBN 3-11-004594-X.